# Orlistat
Orlistat er et aktivt stof, som anvendes til at bekæmpe overvægt og fedme. Stoffet anvendes i slankepillerne Xenical, Orlistat ”Teva” og Beacita, der alle indeholder 120mg orlistat. Pillerne er receptpligtige slankepiller i Danmark. Orlistat findes også i slankepillen Orlistat ”Sandoz” (tidligere Alli slankepille), som kun indeholder 60mg orlistat og derfor ikke er receptpligtig. Orlistat har siden 1998 været godkendt som slankende middel i Danmark og de resterende EU-medlemslande.

## Medicinal virkning
Orlistats primære funktion er at bekæmpe overvægt og fedme. Farmaceutisk sker dette ved, at orlistat hæmmer virkningen af gastrointestinale (fedtnedbrydende) enzymer, hvilket finder sted i ventriklens (mavesækkens hulrum) og tyndtarmens lumina. Ved blokeringen af gastrointestinale enzymer forhindres nedbrydelsen af visse fedtstoffer, som indtages i forbindelse med måltider. Når nedbrydelsen af fedtstoffer hæmmes, vil en mængde af disse fedtstoffer ikke blive optaget og lagret i kroppen. De uomdannede fedtstoffer udskilles i stedet fra kroppen via afføring. Dette kan bidrage til vægttab i forbindelse med en organiseret og kalorielet diæt. Orlistat er ikke appetitnedsættende. 
For at få ordineret et enkelttilskud af en receptpligtig slankepille indeholdende orlistat kræves det:
- at man kan kategoriseres som overvægtig eller fed (BMI > 27kg/m2), og at man samtidig har fået konstateret en livstruende sygdom relateret til overvægt og fedme (fx hjertekarsygdomme og/eller diabetes)
- at man ikke har opnået tilstrækkelige resultater i forbindelse med et tilrettelagt slankende program (har komplikationer ved at opnå eller opretholde et vægttab på > 5% inden for tre måneder)
- at man opnår et dokumenteret vægttab senest fire uger efter påbegyndelsen af behandling med orlistat

Noteres der ikke et vægttab på mindst 5% af legemsvægten i forhold til udgangsvægten efter 12 uger, indstilles behandlingen med orlistat. 

## Bivirkninger

### Registrerede bivirkninger med direkte relation til orlistat
Registrerede bivirkninger er målt ud fra tilbagemeldinger fra patienter, der har anvendt orlistat, og hyppigheden af bivirkninger klassificeres som meget almindelig (over 10%), almindelig (1-10%), ikke almindelig (1-0,1%), sjælden (0,1-0,01%) og meget sjælden (under 0,01% (herunder enkeltstående tilfælde)): 
Meget almindelige
Hovedpine
Infektion i øvre luftveje
Smerter og ubehag i abdomen (omfatter bughule og bækkenhule)
Olielignende pletter fra rectum (endetarmen)
Flatus (luft fra tarmen) med udflåd
Imperiøs defækationstrang (øget trang til afføring)
Fedt-/olieagtig afføringer
Hypoglykæmi (lav koncentration af blodsukker)
Influenza
Almindelige
Infektion i nedre luftveje
Smerter og ubehag i rectum
Blød afføring
Fækal inkontinens (ukontrollérbar afføring)
Abdominal distension (udspiling af underlivet)
Tandsygdomme
Gingivale sygdomme (sygdomme i gummerne)
Urinvejsinfektioner
Træthed
Uregelmæssige menstruationer
Angst
Ukendt hyppighed af bivirkninger, som er blevet rapporteret og registreret spontant umiddelbart efter markedsføringen af orlistat
Forhøjede levertransaminaser (omsætning af aminosyrer) og forhøjet alkalisk phosphatase (basisk fosforsyre)
Reduceret protrombin (K-vitamin), forhøjet INR (international normaliseret ratio) og dårlig afbalanceret antikoagulationsbehandling (blodfortyndende medicin)
Rektal blødning
Diverticulitis (udposning på hulorgan)
Pancreatitis (bugspytkirtelbetændelse)
Bulløse udslæt (blærer og sår på huden)
Overfølsomhed (f.eks. kløe, udslæt, urticaria (nældefeber), angioødem (hævelse omkring øjne, læber, tunge og svælg), bronkospasmer (indsnævring eller krampe i bronkierne) og anafylakse (hypersensivitetsreaktion)
Galdesten
Hepatitis, som kan være alvorlig

### Registrerede bivirkninger med mulig relation til orlistat
Der blev siden 2001 registreret nogle sjældne leverrelaterede bivirkninger hos patienter ved anvendelsen af medikamenter indeholdende orlistat. Fra 2009 til 2011 blev der konstateret fire tilfælde af alvorlige leverskader, og det kan ikke udelukkes, at disse leverskader kunne være forårsaget af brugen af medikamenter indeholdende orlistat. Af disse fire tilfælde af leverproblemer endte det ene tilfælde med dødsfald, mens et andet tilfælde endte med levertransplantation. Af den grund blev Det Europæiske Lægemiddelagentur (European Medicines Agency (EMA)) pålagt at tage orlistats godkendelse op til kritisk revurdering. I 2012 resulterede det i udarbejdelsen af en rapport fra EMA. I rapporten anmærkes det bl.a., at leverproblemer ofte forekommer hos overvægtige og fede, og da det er overvægtige og fede, der hovedsageligt benytter sig af orlistat, kan det hverken be- eller afkræftes, om leverproblemer opstår som en konsekvens af brugen af orlistat eller udelukkende som en konsekvens af overvægt og fedme. Rapporten konkluderede, at der fortsat er en overvægt af fordele i forhold til risici ved brugen af orlistat, og da årsagssammenhængen mellem anvendelsen af orlistat og alvorlige leverrelaterede bivirkninger ikke positivt kan fastslås, blev markedsføringstilladelsen af orlistat opretholdt, dog med ændrede produktinformationer påtrykt indpakningen på medikamenter indeholdende orlistat til følge.

## Forbehold
Brugen af orlistat bør kun ske i forbindelse med en korrekt og sund ernæring, der som udgangspunkt er kalorielet. Orlistat findes i slankepiller, som kommer i kapselform, og der tages en kapsel med orlistat i forbindelse med de tre daglige hovedmåltider (morgenmad, middagsmad og aftensmad). Kapslen tages sammen med et glas vand. Da orlistats medicinale virkning kun forekommer i forbindelse med kostindtag indeholdende fedt, skal tabletten ikke tages, hvis et hovedmåltid ikke indeholder fedt, eller hvis et hovedmåltid springes over.
Som en konsekvens af orlistats medicinale virkning adskilles der en række fedtopløselige vitaminer (A, D, E og K), og det kan derfor være nødvendigt at supplere brugen af orlistat med en multivitaminpille. 

## Markedsføring
Orlistat kan fås som 60mg i slankepillen Orlistat ”Sandoz”, som forhandles som håndskøbsmedicin på de danske apoteker. Orlistat i 120mg-doser findes som receptpligtige slankepiller, som enten ordineres af en praktiserende læge eller online. Netop konceptet omkring online salg af receptpligtig medicin som eksempelvis indeholder 120mg orlistat har været gjort til genstand for offentlig debat. Debatten har udgangspunkt i kontroversen mellem danske og udenlandske restriktioner i forhold til køb af receptpligtig medicin, da udenlandsk baserede virksomheder forhandler receptpligtig medicin online, som lovligt kan købes af personer med bopæl i Danmark. Dette strider imod dansk lov, men er lovligt i eksempelvis Storbritannien. Faren ved konceptet er, at køberen af den receptpligtige medicin selv skal stille en lægelig diagnose på sin helbredsmæssige tilstand, hvilket frygtes kan afføde en risiko for fejlbehandling eller overdosering. 

## Orlistats praktiske anvendelse og effekt
Ved praktisk brug af orlistat er der registreret alvorlige tilfælde af skade på indre organer i forbindelse med brugen af Orlistat ”Sandoz” (Alli). Dette kan skyldes variabler, som er ukontrollérbare, som er enestående fra individ til individ (fx sundhedsmæssig tilstand, BMI og kostsammensætning under behandlingsforløbet med orlistat). Orlistat ”Sandoz” er ikke receptpligtig, og kan derfor også anvendes af personer med et BMI under den anbefalede BMI-grænse. Derudover kan der nemt forekommer misbrug af Orlistat ”Sandoz” i form overdoseringer. 
I 2004 blev et antal overvægtige patienter (BMI ≥30 kg/m2) med enten normal eller nedsat glukosetolerence (stadiet før diagnosticeret sukkersyge) over en fireårig periode tildelt orlistat (i Xenical-tabletter), som skulle supplere en livsstilsændring. Af de deltagende patienter blev et ca. e tredjedel tildelt placebo. Af forsøgets resultater kunne det udledes, at patienter tildelt Xenical-tabletter oplevede et betydelig større vægttab end patienter tildelt placebo. Således konkluderer forsøget, at en livsstilsændring kan vise sig mere effektiv, såfremt der suppleres med orlistat i forhold til en enkeltstående livsstilsændring.      
I 2012 blev orlistat gjort anvendt i et praktisk-orienteret forsøg, hvor 244 overvægtige diabetespatienter agerede testpersoner over en periode på 12 måneder. Her indtog forsøgspersonerne enten orlistat eller placebo (udvælgelsen skete vilkårligt). I forhold til forsøgspersonerne på placebo udviste forsøgspersonerne på orlistat en reducering af vægt, taljeomkreds og BMI. Derudover viste forsøget en ændring af diabetespatienters insulinresistens.